# Soie d'Amérique

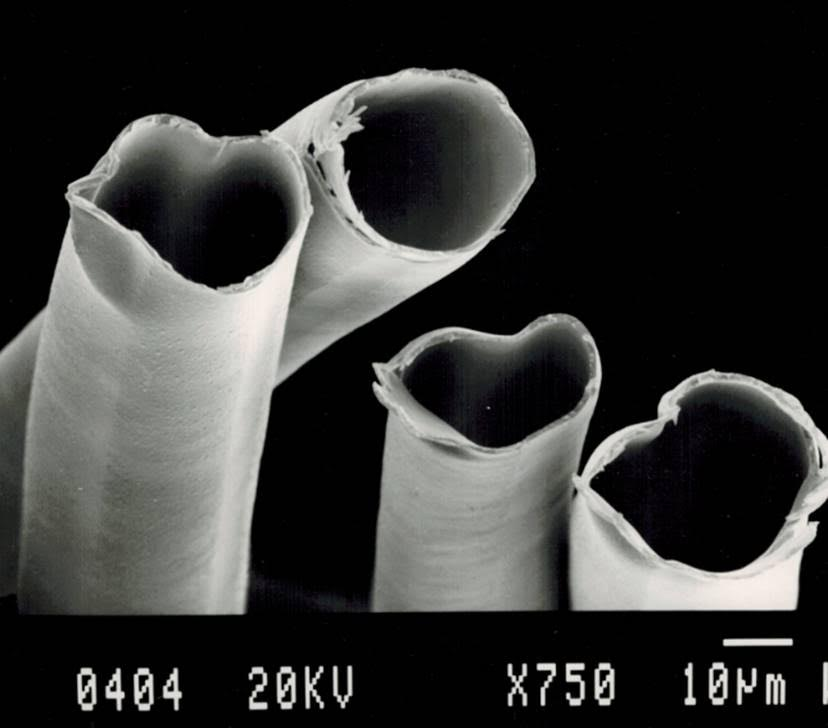
Vue en coupe de la fibre de soie d'Amérique.

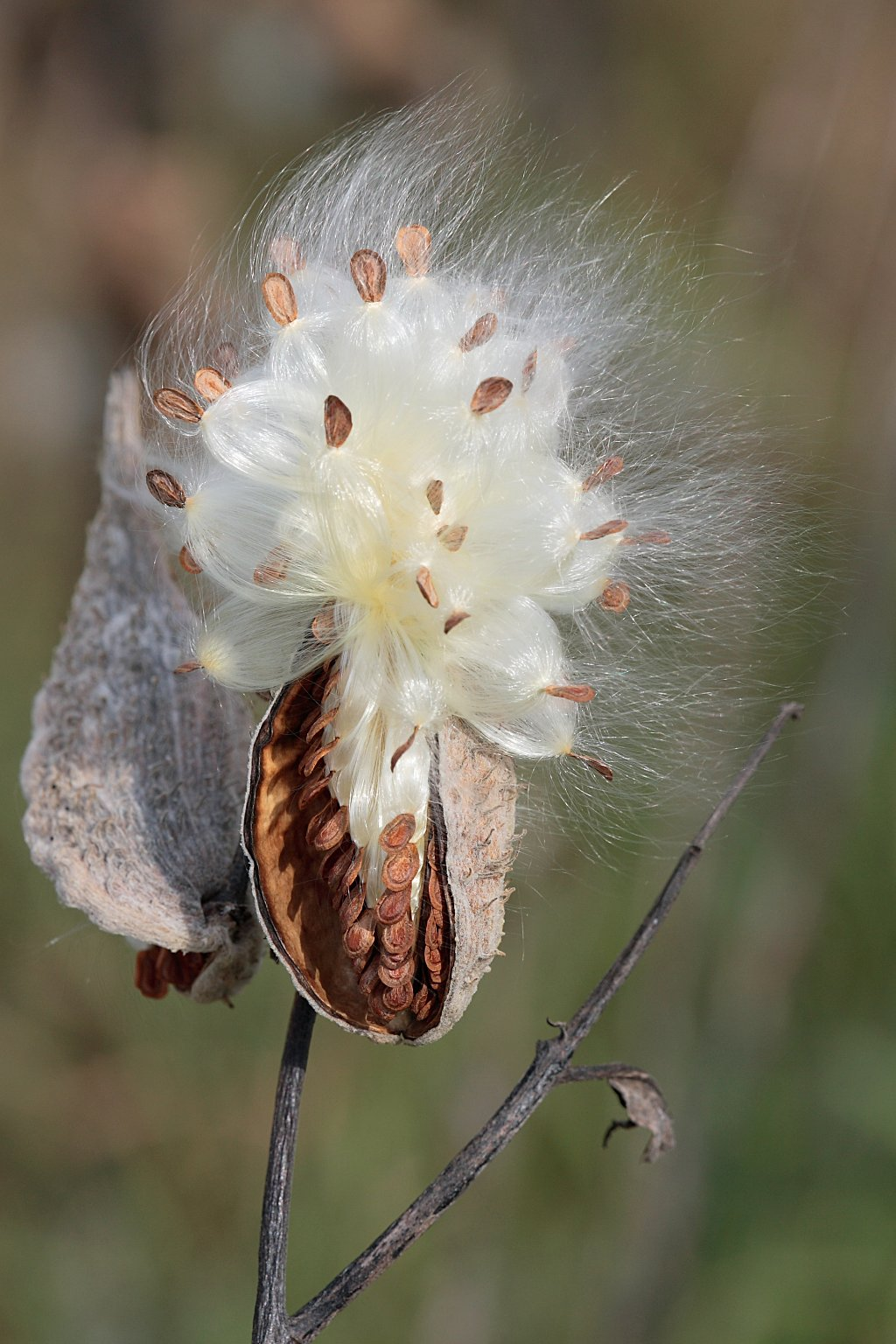
Fruit déhiscent de l'Asclépiade commune.

La soie d'Amérique est une fibre végétale obtenue à partir des aigrettes du fruit de l'Asclépiade commune (Asclepias syriaca). Elle est utilisée pour ses propriétés isolantes et hydrofuges, principalement dans l'industrie de la confection de vêtements et de literie.   
La principale particularité de la fibre réside dans sa structure creuse; à peine 15 % de la coupe transversale est occupée par la matière. Ceci lui confère une densité de l’ordre de 0,20  à   0,25 g/cm3, soit environ 15 % de la densité d’une fibre cellulosique conventionnelle[réf. nécessaire].
Autrefois considérée comme une « mauvaise herbe », elle est aujourd'hui cultivée pour approvisionner le marché mondial des produits à base de soie d'Amérique.

## Perspectives d'utilisation
Ce produit de l'asclépiade commune (Asclepias syriaca), plante indigène en Amérique du Nord, est cultivé dans la vallée du Saint-Laurent et au Nord-est des États-Unis. Il remplace avantageusement le duvet pour ses propriétés isolantes. Son extrême légèreté en fait un matériau composite potentiellement intéressant pour l’industrie automobile.